# Sommer-Paralympics 2008/Teilnehmer (Japan)
| stlisierte Goldmedaille | stlisierte Silbermedaille | stlisierte Bronzemedaille |
| ----------------------- | ------------------------- | ------------------------- |
| 5                       | 14                        | 8                         |

Japan nahm mit 168 Athleten an den Sommer-Paralympics 2008 in Peking teil. Insgesamt gewannen die japanischen Athleten 27 Medaillen. Fahnenträger bei der Eröffnungsfeier war Tōru Suzuki.

## Medaillen

### Medaillenspiegel
| Medaillenspiegel Japan |                 |                              |                           |                           |        |
| Platz                  | Sportart        | Goldmedaille – Olympiasieger | Silbermedaille – 2. Platz | Bronzemedaille – 3. Platz | Gesamt |
| 1                      | Leichtathletik  | 2                            | 7                         | 3                         | 12     |
| 2                      | Radsport        | 1                            | 3                         | 2                         | 6      |
| 3                      | Schwimmen       | 1                            | 2                         | 2                         | 5      |
| 4                      | Rollstuhltennis | 1                            | -                         | 1                         | 2      |
| 5                      | Judo            | -                            | 1                         | -                         | 1      |
| 5                      | Bogenschießen   | -                            | 1                         | -                         | 1      |
| Total                  | Total           | 5                            | 14                        | 8                         | 27     |

### Medaillengewinner

#### Gold
| Name            | Sportart        | Wettkampf                          |
| --------------- | --------------- | ---------------------------------- |
| Masashi Ishii   | Radsport        | Bahn 1-km-Zeitfahren (CP 4) Männer |
| Tomoya Itō      | Leichtathletik  | 400 m (T52) Männer                 |
| Tomoya Itō      | Leichtathletik  | 800 m (T52) Männer                 |
| Shingo Kunieda  | Rollstuhltennis | Einzel Männer                      |
| Takayuki Suzuki | Schwimmen       | 50 Meter Brust (SB3) Männer        |

#### Silber
| Name                | Sportart       | Wettkampf                            |
| ------------------- | -------------- | ------------------------------------ |
| Satoshi Fujimoto    | Judo           | Halbleichtgewicht (bis 66 kg) Männer |
| Masaki Fujita       | Radsport       | Bahn 1-km-Zeitfahren (LC 3-4) Männer |
| Masaki Fujita       | Radsport       | Bahn Einzel Verfolgung (LC 3) Männer |
| Masashi Ishii       | Radsport       | Bahn Einzel Verfolgung (CP 4) Männer |
| Chieko Kamiya       | Bogenschießen  | Compound (offen) Frauen              |
| Jun’ichi Kawai      | Schwimmen      | 50 Meter Freistil (S11) Männer       |
| Kyōsuke Ōyama       | Schwimmen      | 50 Meter Schmetterling (S6) Männer   |
| Hiroki Sasahara     | Leichtathletik | Marathon (T54) Männer                |
| Toshihiro Takada    | Leichtathletik | 400 m (T52) Männer                   |
| Toshihiro Takada    | Leichtathletik | 800 m (T52) Männer                   |
| Hirokazu Ueyonabaru | Leichtathletik | Marathon (T52) Männer                |
| Tomomi Yamaki       | Leichtathletik | 100 m (T52) Frauen                   |
| Tomomi Yamaki       | Leichtathletik | 200 m (T52) Frauen                   |
| Atsushi Yamamoto    | Leichtathletik | Weitsprung (F42/44) Männer           |

#### Bronze
| Name                          | Sportart        | Wettkampf                              |
| ----------------------------- | --------------- | -------------------------------------- |
| Masaki Fujita                 | Radsport        | Straße Einzel Zeitfahren (LC 3) Männer |
| Masashi Ishii                 | Radsport        | Straße Einzel Zeitfahren (CP 4) Männer |
| Jun’ichi Kawai                | Schwimmen       | 100 Meter Schmetterling (S11) Männer   |
| Shingo Kunieda, Satoshi Saida | Rollstuhltennis | Doppel Männer                          |
| Toshie Ōi                     | Leichtathletik  | Diskuswurf (F53/54) Männer             |
| Takayuki Suzuki               | Schwimmen       | 150 Meter Lagen (SM4) Männer           |
| Toshihiro Takada              | Leichtathletik  | Marathon (T52) Männer                  |
| Teruyo Tanaka                 | Leichtathletik  | 100 m (T52) Frauen                     |

## Teilnehmer nach Sportart

### Boccia
- Einzel BC1
  - Takayuki Kitani
- Einzel BC2
  - Takayuki Hirose
  - Risa Kainuma
  - Keizō Uchida
- Team BC1/BC2
  - Takayuki Hirose
  - Risa Kainuma
  - Takayuki Kitani
  - Keizō Uchida
- k. A.
  - Shunji Kawai

### Bogenschießen
Frauen
- Compound (offen)
  - Chieko Kamiya (Silber )

- Recurve (ST)
  - Kimiko Konishi
  - Yae Yamakawa

- Recurve (W1 und W2)
  - Aya Nakanishi
  - Ayako Saitō

- Recurve (Team)
  - Kimiko Konishi
  - Aya Nakanishi
  - Yae Yamakawa

Männer
- Recurve (ST)
  - Akira Haraguchi
  - Takehiro Hasegawa
  - Kimimasa Onodera

- Recurve (W1 und W2)
  - Tsunehiko Naganuma
  - Nobuji Yoshida

- Recurve (Team)
  - Akira Haraguchi
  - Takehiro Hasegawa
  - Kimimasa Onodera

### Goalball
Frauen
- Akiko Adachi
- Mieko Katō
- Masae Komiya
- Yuki Naoi
- Tomoe Takada
- Rie Urata

### Judo
Frauen
- Masami Akatsuka (bis 48 kg)
- Rikei Komatsu (über 70 kg)
- Minako Tsuchiya (bis 52 kg)

Männer
- Satoshi Fujimoto (bis 66 kg: Silber )
- Yūsuke Hatsuse (bis 90 kg)
- Haruka Hirose (bis 100 kg)
- Makoto Hirose (bis 60 kg)
- Takayuki Kimura (bis 73 kg)
- Kenji Ōga (bis 81 kg)

### Leichtathletik
Frauen
- Mariko Fujita (Kugelstoßen F35/36, Diskuswurf F35/36)
- Yuki Katō (100 m T36, 200 m T36)
- Maya Nakanishi (100 m T44, 200 m T44)
- Mami Satō (100 m T44, Weitsprung F44)
- Uran Sawada (100 m T13, Weitsprung F13)
- Teruyo Tanaka (100 m T52: Bronze , 200 m T52)
- Wakako Tsuchida (5000 m T54, Marathon T54)
- Tomomi Yamaki (100 m T52: Silber , 200 m T52: Silber )

Männer
- Jun Hiromichi (400 m T53, 800 m T53, 5000 m T54, Marathon T54)
- Kōta Hokinoue (5000 m T54, Marathon T54)
- Tadashi Horikoshi (1500 m T13, 5000 m T13)
- Tomoya Itō (400 m T52: Gold , 800 m T52: Gold )
- Hiroaki Kajisa (Marathon T12)
- Susumu Kangawa (400 m T53, 800 m T53, 4 × 400 m T53/T54)
- Satoshi Kimura
- Takahiro Kinjō
- Kenji Kotani (400 m T54, 800 m T54, 4 × 400 m T53/T54)
- Hitoshi Matsunaga (400 m T53, 800 m T53, 4 × 400 m T53/T54)
- Nobuaki Nagai
- Yoshifumi Nagao (200 m T54, 400 m T54, 4 × 400 m T53/T54)
- Masahito Niino (Marathon T12)
- Naohiro Ninomiya (1500 m T46, 5000 m T46, 4 × 100 m T42-T46)
- Toshie Ōi (Diskuswurf F53/54: Bronze )
- Mineho Ozaki (Speerwurf F11/12)
- Hiroki Sasahara (800 m T54, Marathon T54: Silber )
- Jun Shida
- Masazumi Soejima (1500 m T54, 5000 m T54, Marathon T54)
- Tōru Suzuki (4 × 100 m T42-T46, Hochsprung F44/46)
- Tomoki Tagawa (100 m T46, 200 m T46, 4 × 100 m T42-T46)
- Kōichi Takada (100 m T11, Weitsprung F11)
- Toshihiro Takada (400 m T52: Silber , 800 m T52: Silber , Marathon T52: Bronze )
- Yūichi Takahashi (Marathon T12)
- Hirokazu Ueyonabaru (200 m T52, 400 m T52, 800 m T52, Marathon T52: Silber )
- Atsushi Yamamoto (100 m T42, 4 × 100 m T42-T46, Weitsprung F42/44: Silber )
- Hiroyuki Yamamoto (1500 m T54, 4 × 400 m T53/T54, Marathon T54)
- Choke Yasuoka (200 m T54, 400 m T54, 800 m T54, 1500 m T54, Marathon T54)

### Powerlifting (Bankdrücken)
Männer
- Hideki Ōdō (bis 75 kg)

### Radsport
Männer
- Masaki Fujita (Straßenrennen Einzel (LC 3/LC 4/CP 3), Straße Einzel Zeitfahren (LC 3): Bronze , Bahn Einzel Verfolgung (LC 3): Silber , Bahn 1-km-Zeitfahren (LC 3-4): Silber )
- Masashi Ishii (Straßenrennen Einzel (LC 1/LC 2/CP 4), Straße Einzel Zeitfahren (CP 4): Bronze , Bahn Einzel Verfolgung (CP 4): Silber , Bahn 1-km-Zeitfahren (CP 4): Gold )
- Mutsuhiko Ogawa (Mixed Straße Einzel Zeitfahren (CP 1/CP 2), Mixed Straßenrennen Einzel (CP 1/CP 2))
- Tatsuyuki Ōshiro (Straßenrennen Einzel (B&VI 1-3), Straße Einzel Zeitfahren (B&VI 1-3), Bahn 1-km-Zeitfahren (B&VI), Bahn Sprint (B&VI 1-3))
- Hitoshi Takahashi (Straßenrennen Einzel (B&VI 1-3), Straße Einzel Zeitfahren (B&VI 1-3), Bahn 1-km-Zeitfahren (B&VI), Bahn Sprint (B&VI 1-3))

### Reiten
Männer
- Yutaka Shibuya (Einzelkür (Grad III), Einzelmeisterschaft (Grad III))

### Rollstuhlbasketball
| Frauen | Männer |
| --- | --- |
| - Mari Amimoto - Yuka Bettō - Rie Kawakami - Tomomi Kosuzuki - Megumi Mashiko - Tomoe Soeda - Naoko Sugahara - Mika Takabayashi - Ikumi Takubo - Kimi Taneda - Miki Uramoto - Erika Yoshida | - Shingo Fujii - Reo Fujimoto - Keisuke Koretomo - Hiroaki Kozai - Kazuyuki Kyōya - Kenzō Maeda - Fumiharu Miura - Tetsuya Miyajima - Noriyuki Mori - Tomohiko Ōshima - Satoshi Satō - Akimasa Suzuki |

### Rollstuhlfechten
Männer
- Toyoaki Hisakawa (Einzel Florett (B), Einzel Degen (B))

### Rollstuhlrugby
Männer
- Shingo Fujishima
- Shunsuke Kawano
- Hiroyuki Misaka
- Takuo Murohashi
- Yū Nagayasu
- Shin Nakazato
- Kōichi Ogino
- Yoshito Satō
- Shin’ichi Shimakawa
- Yoshinobu Takahashi
- Manabu Tamura

### Rollstuhltennis
Frauen
- Kanako Dōmori (Einzel, Doppel mit Chiyoko Ohmae)
- Chiyoko Ōmae (Einzel, Doppel mit Kanako Domori)
- Yūko Okabe (Einzel, Doppel mit Mie Yaosa)
- Mie Yaosa (Einzel, Doppel mit Yuko Okabe)

Männer
- Yoshinobu Fujimoto (Einzel, Doppel mit Toshio Ikenoya)
- Toshio Ikenoya (Einzel, Doppel mit Yoshinobu Fujimoto)
- Sadahiro Kimura (Quadriplegiker Einzel)
- Shingo Kunieda (Einzel: Gold , Doppel mit Satoshi Saida: Bronze )
- Satoshi Saida (Einzel, Doppel mit Shingo Kunieda: Bronze )

### Rudern
Frauen
- Megumi Matsumoto (Zweier 1000 m)

Männer
- Miho Hamada (Zweier 1000 m)

### Schießen
Frauen
- Yukiko Kinoshita (Mixed Luftgewehr 10 Meter liegend (SH2), Mixed Luftgewehr 10 Meter stehend (SH2))
- Aki Taguchi (Mixed Freies Gewehr 50 Meter liegend (SH1), Mixed Luftgewehr 10 Meter liegend (SH1))
- Izumi Takehi (Frauen Luftgewehr 10 Meter (SH1), Frauen Sportgewehr 50 Meter (SH1), Mixed Luftgewehr 10 Meter liegend (SH1))

Männer
- Kiyoto Matayoshi (Männer Luftgewehr 10 Meter (SH1), Männer Freies Gewehr 50 Meter (SH1), Mixed Luftgewehr 10 Meter liegend (SH1), Mixed Freies Gewehr 50 Meter liegend (SH1))
- Kenji Ōhashi (Männer Luftpistole 10 Meter (SH1), Mixed Freie Pistole 50 Meter (SH1))

### Schwimmen
Frauen
- Rina Akiyama (50 Meter Freistil (S11), 100 Meter Freistil (S11))
- Naomi Ikinaga (50 Meter Freistil (S11), 100 Meter Freistil (S11))
- Noriko Kajiwara (100 Meter Brust (SB4))
- Akari Kasamoto (100 Meter Schmetterling (S13), 100 Meter Rücken (S13), 200 Meter Lagen (SM13))
- Yuka Kawamura (50 Meter Freistil (S5), 100 Meter Freistil (S5), 200 Meter Freistil (S5), 50 Meter Rücken (S5))
- Yuri Kitamura (100 Meter Brust (SB5))
- Erika Nara (50 Meter Freistil (S6), 100 Meter Freistil (S6), 400 Meter Freistil (S6))
- Mayumi Narita (50 Meter Freistil (S5), 100 Meter Freistil (S5), 50 Meter Rücken (S5), 200 Meter Lagen (SM6))
- Manami Nomura (100 Meter Brust (SB8), 100 Meter Schmetterling (S8), 200 Meter Lagen (SM8))
- Sugako Takeuchi (50 Meter Freistil (S5), 100 Meter Freistil (S5), 200 Meter Freistil (S5))

Männer
- Jun’ichi Kawai (50 Meter Freistil (S11): Silber , 100 Meter Schmetterling (S11): Bronze , 100 Meter Rücken (S11))
- Jumpei Kimura (100 Meter Freistil (S7), 400 Meter Freistil (S7), 200 Meter Lagen (SM7), 100 Meter Brust (SB6))
- Keiichi Kimura (50 Meter Freistil (S11), 100 Meter Freistil (S11), 400 Meter Freistil (S11), 100 Meter Brust (SB11), 100 Meter Schmetterling (S11))
- Tomotarō Nakamura (100 Meter Brust (SB7))
- Kyōsuke Oyama (50 Meter Freistil (S6), 100 Meter Freistil (S6), 400 Meter Freistil (S6), 50 Meter Schmetterling (S6): Silber )
- Takayuki Suzuki (50 Meter Freistil (S5), 100 Meter Freistil (S5), 200 Meter Freistil (S5), 50 Meter Brust (SB3): Gold , 150 Meter Lagen (SM4): Bronze )
- Takurō Yamada (50 Meter Freistil (S9), 100 Meter Freistil (S9), 400 Meter Freistil (S9), 100 Meter Brust (SB8), 200 Meter Lagen (SM9))

### Sitzvolleyball
| Frauen | Männer |
| --- | --- |
| - Sachie Awano - Junko Fujii - Noriko Kaneda - Emi Kaneki - Yukari Okahira - Shiori Ōmura - Mamiko Osada - Yōko Saitō - Harumi Sakamoto - Tomoko Sakamoto - Kiyoko Tomiya | - Shun Azuma - Satoshi Kanao - Susumu Kaneda - Tetsuo Minakawa - Kaname Nakayama - Susumu Takasago - Yoshihito Takeda - Tsutomu Tanabe - Kōji Tanaka - Arata Yamamoto - Atsushi Yonezawa - Hitoshi Yoshida |

(C) = Kapitän der Mannschaft, (L) = Libero

### Tischtennis
Frauen
- Kimie Bessho (Einzel TT 5)

Männer
- Toshihiko Oka (Einzel TT 4 - TT 5)